# Acanthopsylla saphes
Acanthopsylla saphes är en loppart som beskrevs av Jordan et Rothschild 1922. Acanthopsylla saphes ingår i släktet Acanthopsylla och familjen Pygiopsyllidae. Inga underarter finns listade i Catalogue of Life.